# Actenodia curtula
Actenodia curtula es una especie de coleóptero de la familia Meloidae.

## Distribución geográfica
Habita en  Natal en (Sudáfrica).